# Stanley Cup playoff 2000
I playoff della Stanley Cup 2000 del campionato NHL 1999-2000 hanno avuto inizio il 12 aprile 2000. Le sedici squadre qualificate per i playoff, otto da ciascuna Conference, hanno giocato una serie di partite al meglio di sette per i quarti di finale, semifinali e finali di Conference. I vincitori delle due Conference hanno disputato una serie di partite al meglio di sette per la conquista della Stanley Cup. I campioni di ciascuna Division conservarono il proprio ranking per l'intera durata dei playoff, mentre le altre squadre furono ricollocate nella graduatoria dopo ciascun turno.
Due delle franchigie Original Six, i Boston Bruins e i Chicago Blackhawks, non si qualificarono per i playoff insieme per la prima volta dalla stagione 1955-56, mentre per la prima volta nella storia della lega mancarono l'accesso alla fase ad eliminazione diretta sia i Boston Bruins che i Montreal Canadiens.

## Squadre partecipanti

### Eastern Conference
1. Philadelphia Flyers - vincitori della Atlantic Division e della stagione regolare nella Eastern Conference, 105 punti
2. Washington Capitals - vincitori della Southeast Division, 102 punti
3. Toronto Maple Leafs - vincitori della Northeast Division, 105 punti
4. New Jersey Devils - 103 punti
5. Florida Panthers - 98 punti
6. Ottawa Senators - 95 punti
7. Pittsburgh Penguins - 88 punti
8. Buffalo Sabres - 85 punti

### Western Conference
1. St. Louis Blues - vincitori della Central Division e della stagione regolare nella Western Conference e del Presidents' Trophy, 114 punti
2. Dallas Stars - vincitori della Pacific Division, 102 punti
3. Colorado Avalanche - vincitori della Northwest Division, 96 punti
4. Detroit Red Wings - 108 punti
5. Los Angeles Kings - 94 punti
6. Phoenix Coyotes - 90 punti
7. Edmonton Oilers - 88 punti
8. San Jose Sharks - 87 punti

### Tabellone
In ciascun turno la squadra con il ranking più alto si sfidò con quella dal posizionamento più basso, usufruendo anche del vantaggio del fattore campo. Nella finale di Stanley Cup il fattore campo fu determinato dai punti ottenuti in stagione regolare dalle due squadre. Ciascuna serie, al meglio delle sette gare, seguì il formato 2–2–1–1–1: la squadra migliore in stagione regolare avrebbe disputato in casa Gara-1 e 2, (se necessario anche Gara-5 e 7), mentre quella posizionata peggio avrebbe giocato nel proprio palazzetto Gara-3 e 4 (se necessario anche Gara-6).
|  | Quarti di finale Conference | Quarti di finale Conference                      | Quarti di finale Conference |   |                     | Semifinali Conference | Semifinali Conference | Semifinali Conference |                    |                    | Finali Conference   | Finali Conference  | Finali Conference  |  |  | Finale Stanley Cup | Finale Stanley Cup | Finale Stanley Cup |
|  |                             |                                                  |                             |   |                     |                       |                       |                       |                    |                    |                     |                    |                    |  |  |                    |                    |                    |
|  | 1                           | Philadelphia Flyers                              | 4                           |   |                     | 1                     | Philadelphia Flyers   | 4                     |                    |                    |                     |                    |                    |  |  |                    |                    |                    |
|  | 8                           | Buffalo Sabres                                   | 1                           |   |                     | 7                     | Pittsburgh Penguins   | 2                     |                    |                    |                     |                    |                    |  |  |                    |                    |                    |
|  |                             |                                                  |                             |   |                     |                       |                       |                       |                    |                    |                     |                    |                    |  |  |                    |                    |                    |
|  | 2                           | Washington Capitals                              | 1                           |   |                     |                       |                       |                       | Eastern Conference | Eastern Conference | Eastern Conference  | Eastern Conference | Eastern Conference |  |  |                    |                    |                    |
|  | 2                           | Washington Capitals                              | 1                           |   |                     |                       |                       |                       | Eastern Conference | Eastern Conference | Eastern Conference  | Eastern Conference | Eastern Conference |  |  |                    |                    |                    |
|  | 7                           | Pittsburgh Penguins                              | 4                           |   |                     |                       |                       |                       |                    |                    |                     |                    |                    |  |  |                    |                    |                    |
|  | 7                           | Pittsburgh Penguins                              | 4                           |   |                     |                       |                       |                       |                    | 1                  | Philadelphia Flyers | 3                  |                    |  |  |                    |                    |                    |
|  |                             |                                                  |                             |   |                     |                       |                       |                       |                    | 1                  | Philadelphia Flyers | 3                  |                    |  |  |                    |                    |                    |
|  |                             | 4                                                | New Jersey Devils           | 4 |                     |                       |                       |                       |                    |                    |                     |                    |                    |  |  |                    |                    |                    |
|  | 3                           | 4                                                | New Jersey Devils           | 4 | Toronto Maple Leafs | 4                     |                       |                       |                    |                    |                     |                    |                    |  |  |                    |                    |                    |
|  | 3                           |                                                  |                             |   | Toronto Maple Leafs | 4                     |                       |                       |                    |                    |                     |                    |                    |  |  |                    |                    |                    |
|  | 6                           | Ottawa Senators                                  | 2                           |   |                     |                       |                       |                       |                    |                    |                     |                    |                    |  |  |                    |                    |                    |
|  | 6                           | Ottawa Senators                                  | 2                           |   |                     |                       |                       |                       |                    |                    |                     |                    |                    |  |  |                    |                    |                    |
|  |                             |                                                  |                             |   |                     |                       |                       |                       |                    |                    |                     |                    |                    |  |  |                    |                    |                    |
|  |                             |                                                  |                             |   |                     |                       |                       |                       |                    |                    |                     |                    |                    |  |  |                    |                    |                    |
|  | 4                           | New Jersey Devils                                | 4                           |   | 3                   | Toronto Maple Leafs   | 2                     |                       |                    |                    |                     |                    |                    |  |  |                    |                    |                    |
|  | 4                           | New Jersey Devils                                | 4                           |   | 3                   | Toronto Maple Leafs   | 2                     |                       |                    |                    |                     |                    |                    |  |  |                    |                    |                    |
|  | 5                           | Florida Panthers                                 | 0                           |   |                     | 4                     | New Jersey Devils     | 4                     |                    |                    |                     |                    |                    |  |  |                    |                    |                    |
|  | 5                           | Florida Panthers                                 | 0                           |   |                     |                       |                       |                       |                    | E4                 | New Jersey Devils   | 4                  |                    |  |  |                    |                    |                    |
|  |                             | (Accoppiamenti ristabiliti dopo il primo turno.) |                             |   |                     |                       |                       |                       |                    | E4                 | New Jersey Devils   | 4                  |                    |  |  |                    |                    |                    |
|  |                             | W2                                               | Dallas Stars                | 2 |                     |                       |                       |                       |                    |                    |                     |                    |                    |  |  |                    |                    |                    |
|  | 1                           | W2                                               | Dallas Stars                | 2 | St. Louis Blues     | 3                     |                       |                       | 2                  | Dallas Stars       | 4                   |                    |                    |  |  |                    |                    |                    |
|  | 1                           |                                                  |                             |   | St. Louis Blues     | 3                     |                       |                       | 2                  | Dallas Stars       | 4                   |                    |                    |  |  |                    |                    |                    |
|  | 8                           | San Jose Sharks                                  | 4                           |   |                     | 8                     | San Jose Sharks       | 1                     |                    |                    |                     |                    |                    |  |  |                    |                    |                    |
|  | 8                           | San Jose Sharks                                  | 4                           |   |                     | 8                     | San Jose Sharks       | 1                     |                    |                    |                     |                    |                    |  |  |                    |                    |                    |
|  |                             |                                                  |                             |   |                     |                       |                       |                       |                    |                    |                     |                    |                    |  |  |                    |                    |                    |
|  | 2                           | Dallas Stars                                     | 4                           |   |                     |                       |                       |                       |                    |                    |                     |                    |                    |  |  |                    |                    |                    |
|  | 2                           | Dallas Stars                                     | 4                           |   |                     |                       |                       |                       |                    |                    |                     |                    |                    |  |  |                    |                    |                    |
|  | 7                           | Edmonton Oilers                                  | 1                           |   |                     |                       |                       |                       |                    |                    |                     |                    |                    |  |  |                    |                    |                    |
|  | 7                           | Edmonton Oilers                                  | 1                           |   |                     |                       |                       |                       | 2                  | Dallas Stars       | 4                   |                    |                    |  |  |                    |                    |                    |
|  |                             |                                                  |                             |   |                     |                       |                       |                       | 2                  | Dallas Stars       | 4                   |                    |                    |  |  |                    |                    |                    |
|  |                             | 3                                                | Colorado Avalanche          | 3 |                     |                       |                       |                       |                    |                    |                     |                    |                    |  |  |                    |                    |                    |
|  | 3                           | 3                                                | Colorado Avalanche          | 3 | Colorado Avalanche  | 4                     |                       |                       |                    |                    |                     |                    |                    |  |  |                    |                    |                    |
|  | 3                           |                                                  |                             |   | Colorado Avalanche  | 4                     |                       |                       |                    |                    |                     |                    |                    |  |  |                    |                    |                    |
|  | 6                           | Phoenix Coyotes                                  | 1                           |   |                     |                       |                       |                       |                    |                    | Western Conference  | Western Conference | Western Conference |  |  |                    |                    |                    |
|  | 6                           | Phoenix Coyotes                                  | 1                           |   |                     |                       |                       |                       |                    |                    | Western Conference  | Western Conference | Western Conference |  |  |                    |                    |                    |
|  |                             |                                                  |                             |   |                     |                       |                       |                       |                    |                    |                     |                    |                    |  |  |                    |                    |                    |
|  | 4                           | Detroit Red Wings                                | 4                           |   | 3                   | Colorado Avalanche    | 4                     |                       |                    |                    |                     |                    |                    |  |  |                    |                    |                    |
|  | 4                           | Detroit Red Wings                                | 4                           |   | 3                   | Colorado Avalanche    | 4                     |                       |                    |                    |                     |                    |                    |  |  |                    |                    |                    |
|  | 5                           | Los Angeles Kings                                | 0                           |   |                     | 4                     | Detroit Red Wings     | 1                     |                    |                    |                     |                    |                    |  |  |                    |                    |                    |

## Eastern Conference

### Quarti di finale di Conference

#### Philadelphia - Buffalo
| Arbitri: | Don Van Massenhoven Mark Faucette |

|                          |           |                                       |
| Barnes 25:53 Šatan 32:22 | Marcatori | 14:56 Jones 19:52 Langkow 45:33 Gagné |

| Arbitri: | Michael McGeough Rob Shick |

|             |           |                                |
| Šatan 10:40 | Marcatori | 24:53 LeClair 44:47 Desjardins |

| Arbitri: | Bill McCreary Lance Roberts |

|                            |           |  |
| LeClair 15:30 Recchi 59:22 | Marcatori |  |

| Arbitri: | Dan Marouelli Brad Watson |

|                             |           |                                      |
| Tocchet 33:55 Primeau 38:25 | Marcatori | 02:39 Brown 21:03 Šatan 64:42 Barnes |

| Arbitri: | Stephen Walkom Richard Trottier |

|                            |           |                                                               |
| Šmehlík 08:44 Barnes 43:34 | Marcatori | 19:52 McGillis 29:47 LeClair 32:52, 59:59 Langkow 49:55 Gagné |

#### Washington - Pittsburgh
| Arbitri: | Michael McGeough Rob Shick |

|                                                                                      |           |  |
| Laukkanen 02:30, 40:33 Lang 06:34 Straka 11:26 Šlégr 23:00 Hrdina 32:03 Wright 33:32 | Marcatori |  |

| Arbitri: | Don Koharski Paul Stewart |

|              |           |                         |
| Bondra 17:18 | Marcatori | 34:06 Hrdina 65:49 Jágr |

| Arbitri: | Terry Gregson Dan O'Halloran |

|                                           |           |                                               |
| Simon 15:39 Halpern 29:55 Johansson 54:02 | Marcatori | 28:04, 42:13 Hrdina 29:44 Falloon 55:28 Šlégr |

| Arbitri: | Dan Marouelli Brad Watson |

|                         |           |                                             |
| Slaney 10:18 Jágr 19:39 | Marcatori | 09:57 Konowalchuk 33:39 Simon 52:55 Halpern |

| Arbitri: | Paul Devorski Dave Jackson |

|                         |           |              |
| Wright 05:52 Jágr 47:56 | Marcatori | 10:01 Gončar |

#### Toronto - Ottawa
| Arbitri: | Bill McCreary Lance Roberts |

|  |           |                           |
|  | Marcatori | 28:53 Tucker 59:39 Sundin |

| Arbitri: | Terry Gregson Dan O'Halloran |

|            |           |                                                             |
| Salo 39:05 | Marcatori | 20:46 Tucker 21:28 Sundin 23:49, 32:46 Thomas 45:36 Berezin |

| Arbitri: | Michael McGeough Rob Shick |

|                                           |           |                                                    |
| Thomas 30:03 Chrystyč 50:18 Höglund 59:42 | Marcatori | 05:24 Alfredsson 29:44, 54:17 Zamuner 45:27 Forbes |

| Arbitri: | Don Van Massenhoven Mark Faucette |

|               |           |                      |
| Berezin 56:10 | Marcatori | 28:15, 43:23 Dackell |

| Arbitri: | Paul Devorski Dan Marouelli |

|              |           |                     |
| Juneau 24:36 | Marcatori | 55:30, 74:47 Thomas |

| Arbitri: | Dave Jackson Don Koharski |

|                                                     |           |                            |
| Thomas 24:11 Sundin 27:16 Berezin 30:40 Clark 38:47 | Marcatori | 03:45 Juneau 23:59 Kravčuk |

#### New Jersey - Florida
| Arbitri: | Kerry Fraser Dennis LaRue |

|                                                    |           |                                                     |
| R. Niedermayer 16:55 Worrell 16:43 Sillinger 33:50 | Marcatori | 01:38 Stevens 04:02 Sýkora 15:28 Brylin 27:21 Gomez |

| Arbitri: | Dan Marouelli Brad Watson |

|                 |           |                                    |
| Sillinger 14:45 | Marcatori | 20:52 S. Niedermayer 43:42 Stevens |

| Arbitri: | Richard Trottier Stephen Walkom |

|                                |           |               |
| Mogil'nyj 36:25 Rafalski 43:11 | Marcatori | 09:19 Whitney |

| Arbitri: | Terry Gregson Dan O'Halloran |

|                                                        |           |            |
| Eliáš 24:26 S. Niedermayer 35:05 Nemčinov 56:12, 58:08 | Marcatori | 05:17 Bure |

### Semifinali di Conference

#### Philadelphia - Pittsburgh
| Arbitri: | Don Koharski Michael McGeough |

|                         |           |  |
| Jágr 13:33 Straka 24:46 | Marcatori |  |

| Arbitri: | Bill McCreary Lance Roberts |

|                                     |           |             |
| Lang 16:57, 36:30 Jágr 34:45, 50:59 | Marcatori | 44:34 Gagné |

| Arbitri: | Terry Gregson Richard Trottier |

|                                                |           |                                |
| Delmore 14:11, 71:01 Jones 16:27 LeClair 47:27 | Marcatori | 20:40, 54:28 Jágr 30:23 Straka |

| Arbitri: | Dan Marouelli Rob Shick |

|                              |           |               |
| LeClair 44:47 Primeau 152:01 | Marcatori | 02:22 Kovalëv |

| Arbitri: | Mark Faucette Don Van Massenhoven |

|                                            |           |                                                                       |
| Wright 35:06 Kasparaitis 40:40 Brown 48:42 | Marcatori | 00:23 Langkow 03:27, 37:50, 45:17 Delmore 20:16 McGillis 23:47 Recchi |

| Arbitri: | Paul Devorski Bill McCreary |

|                            |           |              |
| Recchi 11:04 LeClair 20:44 | Marcatori | 50:46 Corbet |

#### Toronto - New Jersey
| Arbitri: | Bill McCreary Lance Roberts |

|              |           |                             |
| Sýkora 25:54 | Marcatori | 21:07 Juškevič 41:18 Tucker |

| Arbitri: | Terry Gregson Richard Trottier |

|             |           |  |
| White 30:11 | Marcatori |  |

| Arbitri: | Don Koharski Michael McGeough |

|             |           |                                                                   |
| Adams 55:43 | Marcatori | 29:42 Arnott 35:03 Gomez 37:33 Eliáš 44:27 Sýkora 46:01 Mogil'nyj |

| Arbitri: | Paul Devorski Stephen Walkom |

|                                          |           |                           |
| Höglund 10:01 Tucker 16:02 Kaberle 58:25 | Marcatori | 01:41 Gomez 54:14 Lemieux |

| Arbitri: | Dan Marouelli Sob Shick |

|                                                        |           |                                       |
| Eliáš 16:11 Nemčinov 35:59 Malachov 47:47 Madden 54:07 | Marcatori | 08:55 Valk 22:19 Farkas 57:04 Berezin |

| Arbitri: | Don Koharski Mark Faucette |

|  |           |                                        |
|  | Marcatori | 00:18 Sýkora 20:25 Arnott 59:54 Madden |

### Finale di Conference

#### Philadelphia - New Jersey
| Arbitri: | Don Koharski Rob Shick |

|                                                             |           |              |
| S. Niedermayer 00:55 Sýkora 17:38 Holik 18:04 Lemieux 45:19 | Marcatori | 08:20 Recchi |

| Arbitri: | Paul Devorski Dan Marouelli |

|                                      |           |                                                     |
| Gomez 13:23 Arnott 22:51 Eliáš 34:50 | Marcatori | 01:38, 41:06 Tocchet 39:21 Desjardins 41:58 Langkow |

| Arbitri: | Mark Faucette Terry Gregson |

|                                                    |           |                                    |
| Recchi 02:57 Jones 14:14 Tocchet 27:15 Gagné 58:11 | Marcatori | 04:24 Lemieux 55:59 S. Niedermayer |

| Arbitri: | Kerry Fraser Stephen Walkom |

|                                       |           |             |
| Recchi 16:07 Berube 52:58 Gagné 56:40 | Marcatori | 32:13 Holik |

| Arbitri: | Bill McCreary Michael McGeough |

|                                                   |           |                 |
| Arnott 10:25 Holik 15:15 Sýkora 21:47 Eliáš 40:54 | Marcatori | 35:45 Zelepukin |

| Arbitri: | Mark Faucette Dan Marouelli |

|               |           |                               |
| Lindros 59:31 | Marcatori | 51:26 Lemieux 56:33 Mogil'nyj |

| Arbitri: | Don Koharski Dan Marouelli |

|                    |           |               |
| Eliáš 06:44, 57:28 | Marcatori | 26:01 Tocchet |

## Western Conference

### Quarti di finale di Conference

#### St. Louis - San Jose
| Arbitri: | Terry Gregson Dan O'Halloran |

|                                      |           |                                                                |
| Lowry 00:46 Rathje 18:10 Nolan 54:40 | Marcatori | 05:41, 22:29 Hecht 07:35 Bartečko 43:15 Pronger 48:49 Reasoner |

| Arbitri: | Richard Trottier Stephen Walkom |

|                                                     |           |                             |
| Suter 17:10 Marchment 43:07 Ricci 54:18 Nolan 58:57 | Marcatori | 09:54 Reasoner 48:35 Richer |

| Arbitri: | Paul Devorski Dave Jackson |

|             |           |                    |
| Young 15:14 | Marcatori | 05:39, 44:40 Nolan |

| Arbitri: | Kerry Fraser Dennis LaRue |

|                            |           |                                     |
| Hecht 32:54 Eastwood 33:30 | Marcatori | 06:08 Sturm 21:37 Ricci 51:23 Suter |

| Arbitri: | Bill McCreary Lance Roberts |

|                                        |           |                                                                   |
| Ricci 18:52 Friesen 32:26 Stuart 37:03 | Marcatori | 04:04 Nagy 04:39 MacInnis 07:13 Persson 43:34 Pronger 59:26 Young |

| Arbitri: | Terry Gregson Stephen Walkom |

|                                                                |           |                             |
| Young 12:31, 20:21, 34:22 Hecht 29:29 Pronger 31:42 Nash 32:51 | Marcatori | 37:13 Nolan 56:00 Marchment |

| Arbitri: | Kerry Fraser Dan Marouelli |

|                                       |           |             |
| Stern 02:51 Nolan 19:49 Friesen 34:14 | Marcatori | 42:09 Young |

#### Dallas - Edmonton
| Arbitri: | Richard Trottier Stephen Walkom |

|             |           |                            |
| Titov 47:00 | Marcatori | 32:32 Keane 51:31 Ljašenko |

| Arbitri: | Paul Devorski Dave Jackson |

|  |           |                                        |
|  | Marcatori | 15:33 Muller 37:54 Hull 46:22 Thornton |

| Arbitri: | Mark Faucette Don Van Massenhoven |

|                           |           |                                                   |
| Morrow 22:32 Modano 30:59 | Marcatori | 08:40, 17:00, 26:13 Weight 09:56 Dowd 21:16 Smyth |

| Arbitri: | Bill McCreary Lance Roberts |

|                                                          |           |                            |
| Hull 05:02 Matvichuk 05:50 Modano 20:52 Carbonneau 45:01 | Marcatori | 53:53, 57:33, 59:07 Guerin |

| Arbitri: | Kerry Fraser Dennis LaRue |

|                           |           |                                              |
| Marchant 32:45 Dowd 41:07 | Marcatori | 25:35 Langenbrunner 34:12 Hatcher 54:58 Hull |

#### Colorado - Phoenix
| Arbitri: | Dan Marouelli Brad Watson |

|                                       |           |                                                                         |
| Green 21:37 Doan 24:19 Numminen 48:18 | Marcatori | 04:23, 52:11 Podein 08:10 Andreychuk 14:08, 18:14 Ozoliņš 34:18 Tanguay |

| Arbitri: | Paul Devorski Dave Jackson |

|             |           |                                        |
| Hogue 25:42 | Marcatori | 03:31 Drury 04:27 Tanguay 29:32 Heyduk |

| Arbitri: | Dennis LaRue Kerry Fraser |

|                                                 |           |                             |
| Podein 29:32 Sakic 34:48 Deadmarsh 46:46, 59:36 | Marcatori | 20:49 Tkachuk 46:17 Roenick |

| Arbitri: | Don Koharski Paul Stewart |

|                                  |           |                                          |
| Andreychuk 26:03 Deadmarsh 56:02 | Marcatori | 03:31 Letowski 17:32 Green 20:38 Renberg |

| Arbitri: | Mark Faucette Don Van Massenhoven |

|               |           |                              |
| Roenick 32:31 | Marcatori | 38:25 Ozoliņš 45:43 Forsberg |

#### Detroit - Los Angeles
| Arbitri: | Bill McCreary Lance Roberts |

|  |           |                            |
|  | Marcatori | 21:43 Kozlov 59:47 Fëdorov |

| Arbitri: | Kerry Fraser Dennis LaRue |

|                                                                    |           |                                                                                       |
| Robitaille 02:04 Pálffy 04:55, 41:11 O'Donnell 19:36 Johnson 31:43 | Marcatori | 00:55 Shanahan 01:33, 06:56, 29:33 Lapointe 03:32, 23:27 Draper 49:18, 59:23 Lidström |

| Arbitri: | Don Koharski Paul Stewart |

|                               |           |                  |
| Fëdorov 05:21 Holmström 34:40 | Marcatori | 42:35 Robitaille |

| Arbitri: | Paul Devorski Dave Jackson |

|                                          |           |  |
| Verbeek 17:10 Murphy 19:41 Fëdorov 59:09 | Marcatori |  |

### Semifinali di Conference

#### Dallas - San Jose
| Arbitri: | Paul Devorski Stephen Walkom |

|  |           |                                                        |
|  | Marcatori | 05:45 Gavey 14:01 Modano 42:48 Nieuwendyk 44:23 Morrow |

| Arbitri: | Kerry Fraser Dave Jackson |

|  |           |              |
|  | Marcatori | 07:26 Modano |

| Arbitri: | Mark Faucette Don Van Massenhoven |

|              |           |                         |
| Modano 03:35 | Marcatori | 25:42 Ricci 34:56 Nolan |

| Arbitri: | Bill McCreary Lance Roberts |

|                                                                   |           |                                                       |
| Modano 01:08 Carbonneau 10:21 Zubov 20:56 Nieuwendyk 30:52, 38:07 | Marcatori | 08:52 Damphousse 17:34 Ricci 27:48 Nolan 34:08 Harvey |

| Arbitri: | Kerry Fraser Richard Trottier |

|               |           |                                                       |
| Marleau 48:32 | Marcatori | 10:31 Nieuwendyk 13:34 Thornton 44:02 Hull 44:43 Côté |

#### Colorado - Detroit
| Arbitri: | Dan Marouelli Rob Shick |

|  |           |                              |
|  | Marcatori | 10:13 Forsberg 31:39 Ozoliņš |

| Arbitri: | Mark Faucette Don Van Massenhoven |

|                 |           |                                         |
| Holmström 48:12 | Marcatori | 08:12 Hejduk 15:49 Forsberg 59:01 Drury |

| Arbitri: | Paul Devorski Stephan Walkom |

|                |           |                                             |
| Forsberg 29:39 | Marcatori | 09:38 Larionov 31:57 Fëdorov 59:19 Shanahan |

| Arbitri: | Kerry Fraser Dave Jackson |

|                                          |           |                              |
| Klemm 23:37 Andreychuk 35:33 Drury 70:21 | Marcatori | 28:46 Holmström 49:20 Kozlov |

| Arbitri: | Don Koharski Michael McGeough |

|                             |           |                                                     |
| Murphy 32:01 Shanahan 46:13 | Marcatori | 22:46 Sakic 30:01 Yelle 44:40 Forsberg 49:01 Podein |

### Finale di Conference

#### Dallas - Colorado
| Arbitri: | Mark Faucette Terry Gregson |

|                           |           |  |
| Hejduk 28:51 Miller 37:32 | Marcatori |  |

| Arbitri: | Kerry Fraser Stephen Walkom |

|                              |           |                                |
| Ozoliņš 20:25 Forsberg 54:23 | Marcatori | 25:24, 38:15 Modano 45:48 Hull |

| Arbitri: | Bill McCreary Don Van Massenhoven |

|  |           |                              |
|  | Marcatori | 01:39 Podein 34:50 Deadmarsh |

| Arbitri: | Paul Devorski Dan Marouelli |

|                                                    |           |            |
| Nieuwendyk 07:12 Hull 17:30, 27:52 Matvichuk 44:39 | Marcatori | 21:43 Reid |

| Arbitri: | Don Koharski Rob Shick |

|                          |           |                                            |
| Klemm 12:11 Hejduk 42:19 | Marcatori | 24:26 Lehtinen 34:41 Hull 72:10 Nieuwendyk |

| Arbitri: | Kerry Fraser Terry Gregson |

|            |           |                           |
| Hull 32:37 | Marcatori | 24:30 Bourque 56:09 Drury |

| Arbitri: | Terry Gregson Bill McCreary |

|                             |           |                                         |
| Forsberg 45:25 Hejduk 48:26 | Marcatori | 06:36 Zubov 19:54 Modano 25:31 Ljašenko |

## Finale Stanley Cup
La finale della Stanley Cup 2000 è stata una serie al meglio delle sette gare che ha determinato il campione della National Hockey League per la stagione 1999-2000. I New Jersey Devils hanno sconfitto i Dallas Stars in sette partite e si sono aggiudicati la Stanley Cup per la seconda volta nella loro storia. Per i Devils fu la prima finale dopo quella del 1995, conclusa con la conquista del primo titolo, mentre per Gli Stars si trattò della seconda finale consecutiva dopo quella che li vide trionfare sui Buffalo Sabres.

## Statistiche

### Classifica marcatori
La seguente lista elenca i migliori marcatori al termine dei playoff.

| Giocatore      | Squadra             | PG | G  | A  | Pt | +/- | MP |
| -------------- | ------------------- | -- | -- | -- | -- | --- | -- |
| Brett Hull     | Dallas Stars        | 23 | 11 | 13 | 24 | +3  | 4  |
| Mike Modano    | Dallas Stars        | 25 | 9  | 14 | 23 | +3  | 10 |
| Jason Arnott   | New Jersey Devils   | 23 | 8  | 12 | 20 | +7  | 18 |
| Patrik Eliáš   | New Jersey Devils   | 23 | 7  | 13 | 20 | +9  | 9  |
| Mark Recchi    | Philadelphia Flyers | 18 | 6  | 12 | 18 | +3  | 6  |
| Petr Sýkora    | New Jersey Devils   | 23 | 9  | 8  | 17 | +8  | 10 |
| Jaromír Jágr   | Pittsburgh Penguins | 11 | 8  | 8  | 16 | +5  | 6  |
| Peter Forsberg | Colorado Avalanche  | 16 | 7  | 8  | 15 | +9  | 12 |
| Adam Deadmarsh | Colorado Avalanche  | 17 | 4  | 11 | 15 | +7  | 21 |
| Chris Drury    | Colorado Avalanche  | 17 | 4  | 10 | 14 | +7  | 4  |

### Classifica portieri
Questa è una tabella che combina i cinque migliori portieri dei playoff per media di gol subiti a gara con i cinque migliori portieri per percentuale di parate, con almeno quattro partite disputate. La tabella è ordinata per la media gol subiti, e i criteri di inclusione sono in grassetto.

| Giocatore      | Squadra             | PG | Min     | V  | S | OTS | TC  | GS | SO | Sv%  | MGS  |
| -------------- | ------------------- | -- | ------- | -- | - | --- | --- | -- | -- | ---- | ---- |
| Martin Brodeur | New Jersey Devils   | 23 | 1450:04 | 16 | 7 | 1   | 537 | 39 | 2  | .927 | 1.61 |
| Ron Tugnutt    | Pittsburgh Penguins | 11 | 746:04  | 6  | 5 | 2   | 398 | 22 | 2  | .945 | 1.77 |
| Patrick Roy    | Colorado Avalanche  | 17 | 1039:20 | 11 | 6 | 1   | 431 | 31 | 3  | .928 | 1.79 |
| Ed Belfour     | Dallas Stars        | 23 | 1442:56 | 14 | 9 | 1   | 651 | 45 | 4  | .931 | 1.87 |
| Chris Osgood   | Detroit Red Wings   | 9  | 546:54  | 5  | 4 | 1   | 237 | 18 | 2  | .924 | 1.97 |
| Curtis Joseph  | Toronto Maple Leafs | 12 | 729:00  | 6  | 6 | 0   | 369 | 25 | 1  | .932 | 2.06 |